# Aldo Giordano
Aldo Giordano (Cuneo, 20 de agosto de 1954 – Lovaina, 2 de dezembro de 2021) foi um diplomata e prelado italiano da Igreja Católica pertencente ao serviço diplomático da Santa Sé.

## Biografia
Frequentou o último ano do ensino básico e os ensinos médio e secundário (ensino médio clássico) no Seminário de Cuneo (1965-1973). Concluiu os estudos de filosofia e teologia no Estudo Teológico Interdiocesano de Fossano (Cuneo), afiliado à Faculdade Teológica do Norte da Itália, em Milão. Ele obteve seu diploma de bacharel em 1978. Recebeu a ordenação presbiteral em 28 de julho de 1979, incardinado na diocese de Cuneo.
De 1978 a 1982 esteve em Roma para se especializar em filosofia na Pontifícia Universidade Gregoriana. Obteve a licenciatura em 1980. Para sua pesquisa de doutorado dedicou-se ao pensamento de Friedrich Nietzsche. Durante os estudos em Roma viveu e colaborou como vice-pároco na Paróquia de SS. Sacramento sulla Prenestina.
De 1982 a 1996 foi professor de filosofia no Estudo Teológico Interdiocesano e na Escola Superior de Ciências Religiosas de Fossano (Cuneo). A nível diocesano lecionou história da filosofia durante alguns anos no liceu clássico do seminário, ministrou cursos de ética na escola de teologia para leigos, colaborou como pároco adjunto na paróquia de San Pio para os domínios da política, economia, medicina e cultura. As pesquisas e publicações dedicam-se em particular à filosofia contemporânea, à ética e ao tema do Cristianismo e da Europa.
Em 15 de maio de 1995 foi eleito secretário-geral do Conselho das Conferências Episcopais da Europa (CCEE) e mudou-se para a sede do secretariado em St. Gallen, na Suíça. Desempenhou esta função ao serviço da comunhão e da colaboração com os bispos europeus durante 13 anos. Foi nomeado Capelão de Sua Santidade em 2002 e Prelado de Sua Santidade em 2006.
Em 7 de junho de 2008, o Papa Bento XVI o nomeou Observador Permanente da Santa Sé junto ao Conselho da Europa em Estrasburgo.
Em setembro de 2013 publicou o livro: Un'altra Europa e possibile, Ideali cristiani e prospettive per il vecchio Continente, no qual recolheu as experiências e reflexões de quase 20 anos de serviço à Igreja na Europa.
Ele é fluente, além do italiano nativo, em inglês, francês, alemão e espanhol.
Em 26 de outubro de 2013, o Papa Francisco o nomeou como núncio apostólico na Venezuela, recebendo a ordenação episcopal como arcebispo titular de Tamada em 14 de dezembro do mesmo ano, no Palazzetto dello Sport di San Rocco Castagnaretta de Cuneo, do Secretário de Estado, Pietro Parolin, coadjuvado por Giuseppe Cavallotto, bispo de Cuneo, e por Celestino Migliore, núncio apostólico da Polônia.
Em 8 de maio de 2021, foi transferido para a nunciatura apostólica da União Europeia.
Morreu de complicações da COVID-19 no dia 2 de dezembro de 2021, após passar semanas num hospital em Louvain.

## Obras
- La questione etica. Una sfida della memoria (em italiano). Roma: Città Nuova. 1990. ISBN 8831132423
- Com F. Tomatis. Cristianesimo ed Europa. La sfida della mondialità (em italiano). Roma: Città Nuova. 1993. ISBN 8831132490
- Un'altra Europa è possibile. Ideali cristiani e prospettive per il vecchio continente (em italiano). Cinisello Balsamo: San Paolo. 2013. ISBN 9788821579844